# Dennis Farina
Dennis Farina, född 29 februari 1944 i Chicago, Illinois, död 22 juli 2013 i Scottsdale, Arizona, var en amerikansk skådespelare.
Innan han blev skådespelare arbetade Farina som polis vid Chicago Police Department (1967-1985). 
Farina avled den 22 juli 2013 på sjukhus till följderna av lungemboli.

## Filmografi (urval)
- Manhunter (1986)
- Brottets väg (1986-1988)
- Striking Distance (1993)
- Get Shorty (1995)
- Out of Sight (1998)
- Saving Private Ryan (1998)
- Snatch (2000)
- Paparazzi (2004)
- Purple Violets (2007)
- What Happens in Vegas... (2008)
- New Girl (2013) (två avsnitt)